# نظرية الفرصة السياسية
نظرية الفرصة السياسية، وتُعرف أحيانًا أيضًا بنظرية السيرورة السياسية أو بنية الفرصة السياسية هي مقاربة لحركات اجتماعية شديدة التأثر بعلم الاجتماع السياسي. تحاجج بأن نجاح الحركات الاجتماعية أو فشلها يتأثر بصورة رئيسة بالفرص السياسية. يُعَدّ المنظرون الاجتماعيون بيتير آيسينجر وسيدني تارو وديفيد ماير ودوغ مكآدام من بين أبرز المناصرين لهذه النظرية. 

## النظرية
ثمة عناصر غاية في الأهمية لتشيكل حركة هي: 
1. وعي متمرد: يشعر بعض أعضاء مجتمع بالحرمان وبسوء المعاملة ويوجهون مظالمهم ضد نظام يدركون أنه غير عادل.[1] مع تطور حسٍّ جمعي بالظلم، يتحفّز الناس لأن يصبحوا أعضاء في حركات. لا يختار ناشطو الحركات أهدافهم بعشوائية، بل يحدد السياق السياسي أي مظالم ستتنظّم حولها الحركات.[2]
2. القوة التنظيمية: على نحو يشبه الحجة الأساسية لنظرية حشد الموارد، الحجة هنا هي أنه لا بد من امتلاك الحركة الاجتماعية لقيادة فعالة قوية وموارد كافية. تشترك نظرية الفرصة السياسية بالكثير مع نظرية حشد الموارد المذكورة، خصيصًا عندما يُنظر إليها بوصفها متمركزةً حول حشد موارد من خارج الحركة. تلعب المنظمات الأصلية والملحَقة دورًا هامًا في تطويع الممثلين وتحريضهم على الانضمام والمشاركة ضمن الحركات الاجتماعية. عادة، يندمج صعود الحركات مع مجموعات من الأفراد موجودة مسبقًا وشديدة التنظيم تمنح الحركة الموارد والدعم. كلما ازدادات قوة اتحاد الأفراد في جماعات منفصلة متمازجة في الوقت نفسه، ازداد احتمال اندماج هذه الجماعات ومنحها الدعم للقضايا التي ينشط من أجلها الأعضاء.
3. الفرص السياسية: إذا كان النظام السياسي القائم هشًّا أمام التحديات، يخلق ذلك فرصًا للآخرين –مثل أعضاء الحركات- للتصدي لهذا التحدي ومحاولة استخدام هذا الوقت المناسب لإحداث تغيير اجتماعي. يمكن أن تكون الهشاشة هذه نتيجة: 
  - تعددية سياسية متنامية.
  - انحسار في القمع.
  - انقسام ضمن النخب (خصيصًا حينما ينمو إلى درجة يدعم فيها البعض معارضة منظّمة).
  - حق اقتراع متزايد.

تحاجج نظرية الفرصة السياسية بأن أفعال الناشطين تعتمد على وجود فرصة سياسية معينة أو عدم وجودها. ثمة عدة تعاريف للفرصة السياسية، إلا أن مايير (2004) يشدّد على تعريف تارو (1998): 
«أبعاد متسقة -لكنها ليست بالضرورة رسمية أو دائمة- للصراع السياسي الذي يشجع الناس على الانخراط في سياسات مثيرة للخلاف». 
يبرز من هذه العناصر الثلاثة ما يسميه النصير دوغ مكآدام التحرر الإدراكي، قدرة أولئك الناشطين في الاحتجاج السياسي على إدراك قوتهم واستغلال الفرص السياسية التي تتاح لهم. حين تضعُف المعارضة السياسية لمطالب الحركة، يشعر الأعضاء بإحساس جمعي بالفاعلية الرمزية، القدرة على إحداث تغيير هائل ضمن الميدان السياسي. يتيح هذا فرصًا كبيرة للحركات لضم الأعضاء والتحرك ضمن دائرة فعالة متركزة من المطالب. 
مع مرور الوقت تتطور هذه السيرورات الاقتصادية الاجتماعية الشاملة وتستمر وتُسبِّب تراجعًا داخل الحركة. قد تتأثر الحركة، حالما تتطور، بمستوى السيطرة الاجتماعية المفروض عليها، الذي بدوره يؤثر على قدرتها على حشد الأعضاء والحفاظ عليهم. لأنه حين يجري تصوير مطالب الحركة بأنها متخلفة أو غير جذابة يلوح خطر خسارة دعم المؤسسات الخارجية أو الفشل في تلقّيه. 
إضافة إلى ذلك، قد تتأثر الحركات بالألجرة، حين تعمل طبقة من الأفراد ضمن حركة على ضمان الحفاظ على الحركة نفسها، بدلًا من دفع متواصل لأهداف جمعية، أو على الاستقطاب حين تحصل الحركة على الدعم في الوقت نفسه مع إرغامها على التضحيات بأهدافها لتلبية مطالب تلك المؤسسات الداعمة. قد يفضي هذا بدوره إلى خسارة الدعم الأصلي ومعه العديد من المنظمات الشعبية الداعمة التي تمكنت سريعًا من حشد الأعضاء عند نشوء المنظمة. 
ينسب مايير (2004) إلى آيسينجر (1973) أول استخدام لنظرية الفرصة السياسية المصاغة بهذه الطريقة (يعود أثرها بالطبع إلى تاريخ أقدم). يتساءل آيسينجر عن سبب تفاوت مستوى أعمال شغب ستينيات القرن العشرين المتعلقة بالفقر والعِرق بين عدة أماكن في الولايات المتحدة، ويشير إلى أن نقص الفتحات المرئية لمشاركة المتمردين المقموعين أو المحبطين جعل أعمال الشغب مرجّحةً بصورة أكبر. وبذلك كان العجز عن التعبير العلني عن المظالم بصورة شرعية الفرصة السياسية التي أفضت إلى تنظيم حركات عبّرت عن مظالمها عبر أعمال الشغب وحشدها. 
في مراجعته لنظرية الفرصة السياسية أشار مايير (2004) إلى أن هذا السياق الأوسع بإمكانه أن يؤثر على:
- «الحشد».
- «طرح مطالب معيّنة بدلًا من أخرى».
- «إقامة تحالفات معيّنة بدلًا من أخرى».
- «توظيف استراتيجيات وتكتيكيات سياسية معينة بدلًا من أخرى».
- «التأثير على السياسة والسياسات المؤسساتية السائدة».

تكمن الميزة الأساسية للنظرية في تفسيرها لسبب اندماج الحركات الاجتماعية و/أو زيادة نشاطها في وقت معيّن. حين لا يكون هناك فرص سياسية، فإن امتلاك مظالم (وعي تنظيمي) وموارد فحسب لن يكون كافيًا. فقط حين تتوفر جميع هذه العناصر الثلاثة، سيكون للحركة فرصةٌ في النجاح. 